# Tuchthuisbrug
De Tuchthuisbrug is een boogbrug over de Zenne in de gemeente Vilvoorde. De brug bestaat uit drie overspanningen van elk 5,4 m. De totale lengte bedraagt 16,2 m. 
De brug is vernoemd naar het Tuchthuis van Vilvoorde, een voormalig gevangeniscomplex.